# La Baume
La Baume ist eine französische Gemeinde im Département Haute-Savoie in der Region Auvergne-Rhône-Alpes.

## Geographie
La Baume liegt auf 734 m, 14 Kilometer südöstlich der Stadt Thonon-les-Bains (Luftlinie). Das Bergdorf erstreckt sich im zentralen Chablais, auf einem Geländevorsprung hoch über der Dranse de Morzine, am Ostfuß des Mont Billiat in den nördlichen Savoyer Alpen.
Die Fläche des 16,91 km² großen Gemeindegebiets umfasst einen Abschnitt des Vallée d’Aulps. Die Dranse de Morzine verläuft hier in einem meist rund 200 m breiten flachen Talboden von Süden nach Norden und wird unterhalb von La Baume zum Stausee Lac de Jotty aufgestaut. Nach Westen und Südwesten erstreckt sich das Gemeindeareal über einen steilen und dicht bewaldeten Hang auf den Bergkamm zwischen den Tälern der Dranse de Morzine und des Brevon. Die Grenze verläuft über die Rochers du Jotty, Mont Billiat (mit 1894 m die höchste Erhebung von La Baume), Grande Chaux (1840 m) und Pointe de Riondet (1649 m). Östlich des Vallée d’Aulps reicht der Gemeindeboden auf die Gipfel der Pointes de Tréchauffex (1636 m) und des Mont Ouzon (1881 m).
Zu La Baume gehören die Weilersiedlungen Les Esserts (785 m), Le Promerat (793 m) und Urine (840 m) am westlichen Talhang sowie Nicodex (922 m) in einer Mulde am östlichen Talhang der Dranse de Morzine. Nachbargemeinden von La Baume sind La Vernaz und La Forclaz im Norden, Chevenoz, Vacheresse und Bonnevaux im Osten, Le Biot und Seytroux im Süden sowie Bellevaux und Vailly im Westen.

## Geschichte
Der Name leitet sich vom altfranzösischen Wort baume (Höhle, Grotte) her. La Baume wurde erst 1860 eine selbständige Gemeinde, vorher gehörte es zu Le Biot.

## Sehenswürdigkeiten
Die Dorfkirche auf einem Vorsprung über der Dranse de Morzine wurde Ende des 19. Jahrhunderts erbaut. In Le Promerat befindet sich eine Kapelle.

## Bevölkerung
| Jahr                       | 1962 | 1968 | 1975 | 1982 | 1990 | 1999 | 2006 |
| Einwohner                  | 258  | 214  | 179  | 165  | 191  | 228  | 252  |
| Quellen: Cassini und INSEE |      |      |      |      |      |      |      |

Mit 322 Einwohnern (Stand 1. Januar 2022) gehört La Baume zu den kleinsten Gemeinden des Département Haute-Savoie. Die Bevölkerungszahl von La Baume war bis in die 1980er Jahre rückläufig, seither wurde wieder eine deutliche Zunahme der Einwohnerzahl verzeichnet.

## Wirtschaft und Infrastruktur
La Baume ist noch heute ein überwiegend landwirtschaftlich geprägtes Dorf. Die Ortschaft liegt oberhalb der Hauptstraße, die von Thonon-les-Bains nach Morzine führt, und ist damit relativ leicht erreichbar.